# عملية ومبوشو
عملية ومبوشو Wuambushu Operation (وتعني "الانتعاش" في لهجة الماوري Shimaore) هي عملية عسكرية تقوم بها الشرطة والقوات المسلحة الفرنسية في جزيرة مايوت، تهدف إلى طرد الأجانب غير الشرعيين، وتدمير الأحياء الفقيرة، ومحاربة الجريمة في الجزيرة.
كُشف عن العملية في 22 فبراير 2023، في الجريدة الأسبوعية الساخرة Le Canard enchaîné، وأكد وزير الداخلية، جيرالد دارمانين في 20 أبريل 2023 إطلاقها خلال مقابلة مع صحيفة لو فيجارو.

## الخلفية

### الهجرة غير الشرعية إلى مايوت
أثار وضع الهجرة في مايوت قلق الحكومة الفرنسية منذ عدة سنوات. وقد عززت الحكومة الفرنسية وسائلها لمكافحة الهجرة غير الشرعية المستمرة في الجزيرة منذ عام 2019، ولا سيما التواجد المستمر في البحر للقوارب الاعتراضية والمراقبة الجوية. أعرب وزير الداخلية، جيرالد دارمانين، خلال زيارته إلى مايوت في ديسمبر 2022، مرة أخرى عن رغبته في تعزيز محاربة الهجرة غير الشرعية.

## الأهداف
هناك موافقة حكومية على هذه العملية الواسعة النطاق، حيث وافق عليها رئيس الجمهورية إيمانويل ماكرون، في فبراير، وجرى تنظيم بين وزير الداخلية جيرالد دارمانين والأقاليم الواقعة فيما وراء البحار، لهذه العملية التي تهدف إلى طرد غالبية المهاجرين غير الشرعيين من جزر القمر المجاورة، وهدم العديد من الأكواخ العشوائية المبنية من الصفائح المعدنية.

## مقدمات
نُشر 119 تعزيزًا للشرطة في الجزيرة كجزء من العملية، من بينهم 71 ضابط شرطة من البر الرئيسي لفرنسا، و3 ضباط شرطة من ريونيون و45 من أفراد شركات الأمن الجمهوري CRS. وحتى 17 أبريل 2023 كان قد وصل بالفعل إلى الإقليم 164 من أفراد شركات الأمن الجمهوري.

## التقييم والنقد

### مؤيد للعملية
تدعم العديد من مجموعات مايوت هذه العملية، ولا سيما تجمع مواطني مايوت 1901، وحركة تجمع مواطني مايوت 2018، وتجمع ريما، والقيادات النسائية، وكوديم Codim الذي كتب إلى وزير الداخلية يطلب فيه استمرار العملية.
على الصعيد السياسي، يدعم العملية نائبا مايوت إستل يوسف ومنصور قمر الدين.

### معارض للعملية
أشار 170 من العاملين في مجال الصحة في الجزيرة إلى "العواقب المأساوية" للتدخلات السابقة واسعة النطاق في مكافحة الهجرة، مشيرين بشكل خاص إلى "ظهور حالات معرضة لخطر العدوى الوبائية"، و"تقييد الوصول إلى الرعاية" أو حتى "التأخير في العلاج" لبعض الأمراض التي قد تسببوا فيها.
عقدت منظمات المجتمع المدني في جزر القمر مؤتمرا صحفيا في 5 أبريل للتحذير من "مجزرة مقبلة".
كتب رئيس اللجنة الاستشارية الوطنية لحقوق الإنسان، جان ماري بورغوبورو، إلى جيرالد دارمانين، يحثه على "التخلي" عن هذا المشروع، معتبراً خطر "تفاقم التوترات في سياق هش أصلاً. [...] وانتهاك احترام الحقوق الأساسية للأجانب في سياق عمليات الطرد الجماعي".
تحدثت جمعية يوتوبيا 56، وهي جمعية تدعم المنفيين في فرنسا، عن "غارة على نطاق غير مسبوق بدعوى تنفيذ العدالة، ثم الالتفاف على سيادة القانون للترحيل مع الانتقام [...]، وهي بدايات لعملية قذرة ".
وطالب رئيس جزر القمر غزالي العثماني الحكومة الفرنسية بالتخلي عن العملية.
وأعربت منظمة الأمم المتحدة للطفولة (اليونيسيف) عن قلقها إزاء "التأثير المحتمل لهذه العملية الواسعة النطاق على حقوق الأطفال الأكثر ضعفاً الموجودين في الإقليم، ولا سيما القُصَّر الأجانب والقُصَّر المخالفين للقانون".